# Rue Pelée
Pour les articles homonymes, voir Pelée.
La rue Pelée est une voie du 11e arrondissement de Paris, en France.

## Situation et accès
La rue Pelée est une voie publique située dans le 11e arrondissement de Paris. Elle débute au 62, rue Saint-Sabin et se termine au 63, boulevard Richard-Lenoir. Elle présente la particularité d'être rétrécie dans sa partie sud (du côté de la rue Saint-Sabin).

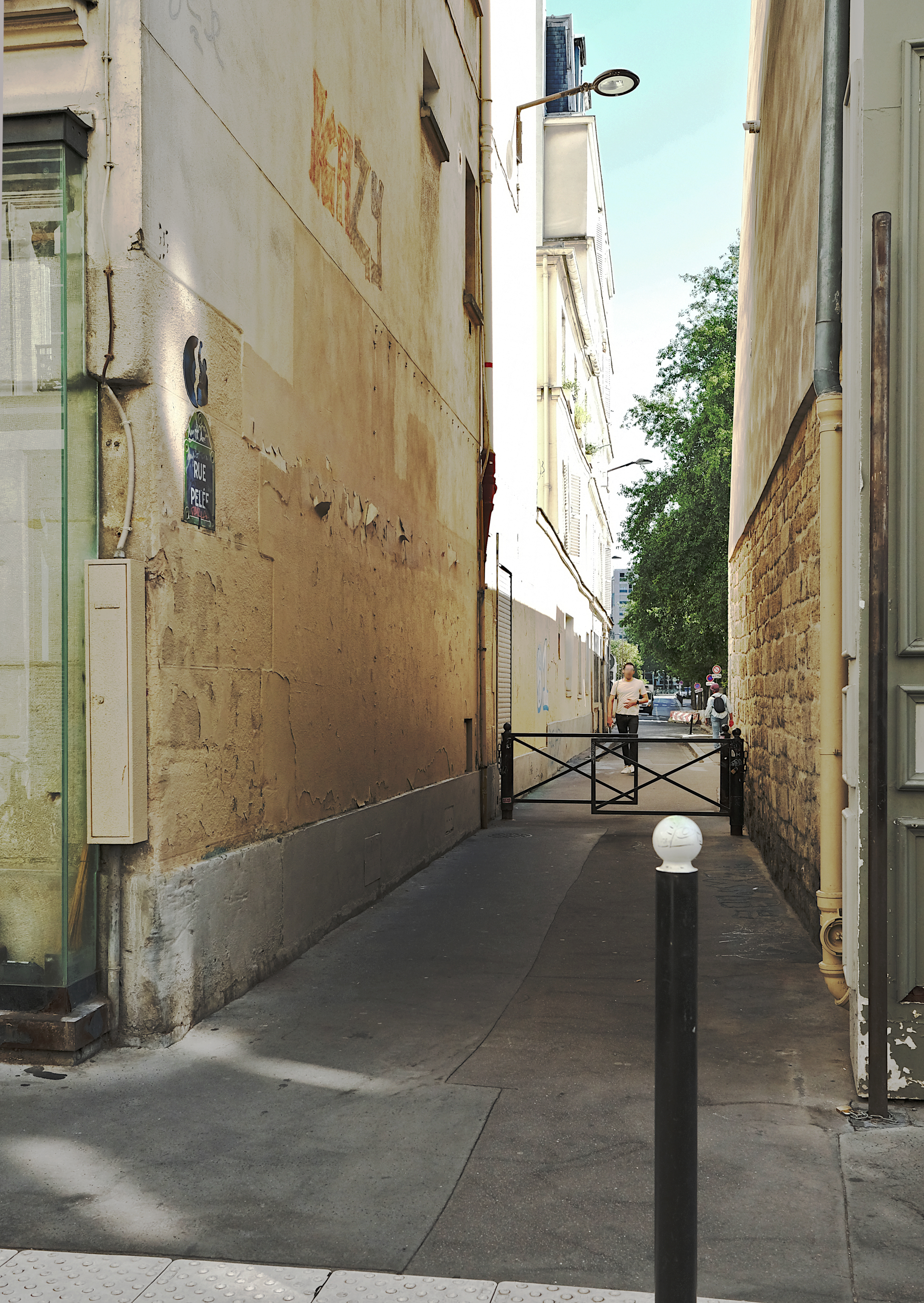
La rue Pelée vue de la rue Saint-Sabin.
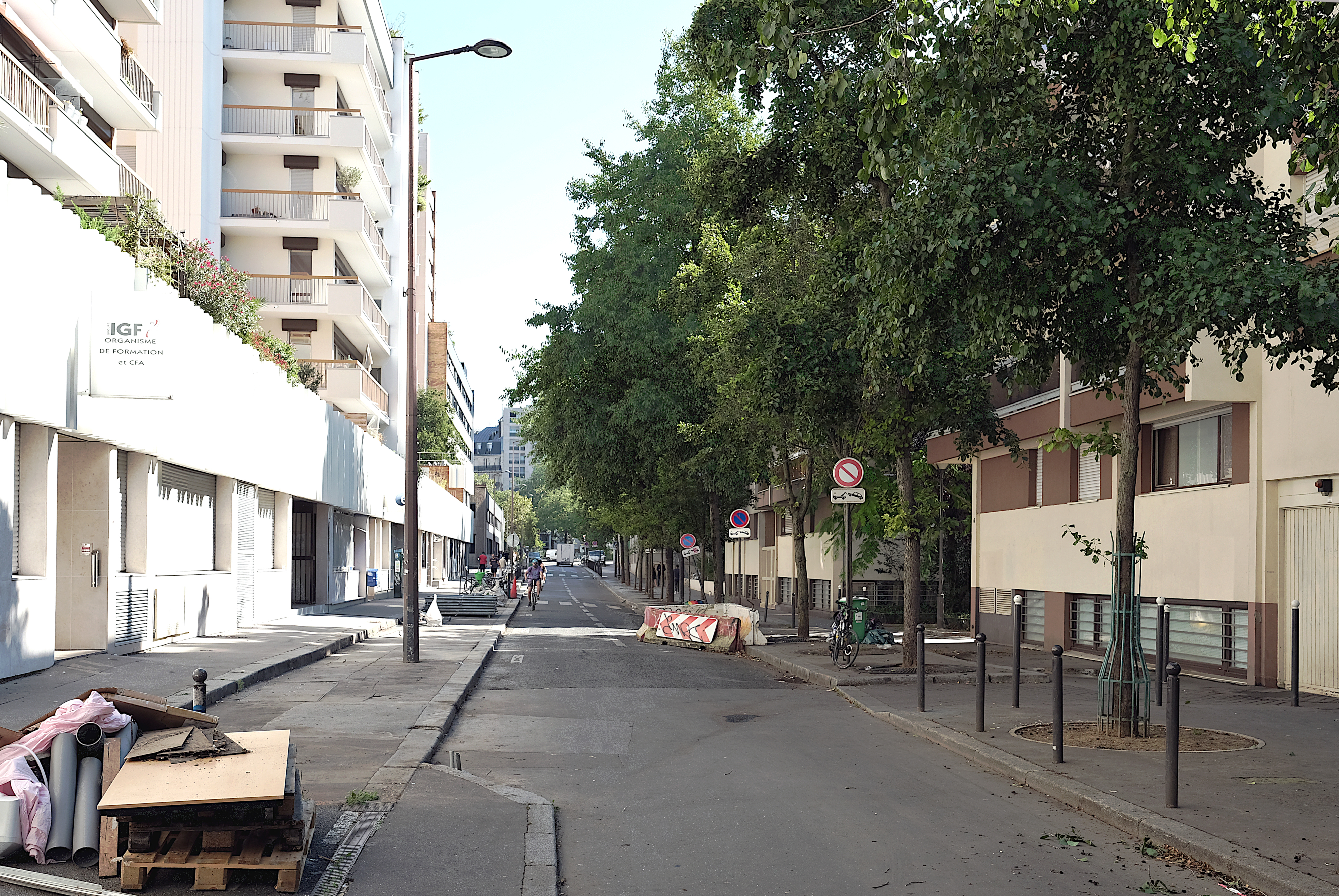
Vers le boulevard Richard-Lenoir.
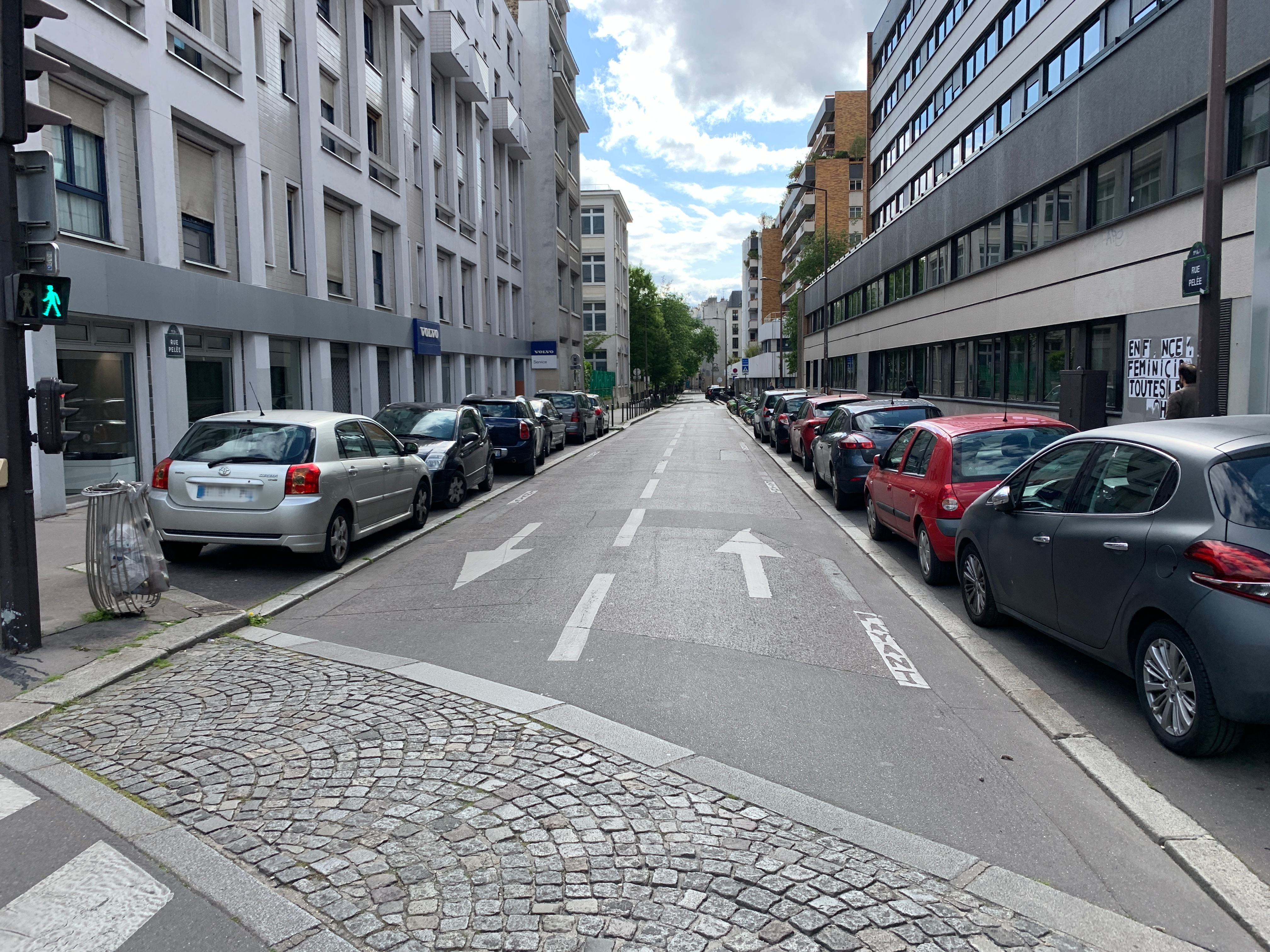
La rue vue vers la rue Saint-Sabin.

## Origine du nom
Cette rue fait référence au nom d'un propriétaire des terrains, M. Pelée.

## Historique
Cette voie, qui existait en 1750 sous le nom d'« impasse Pelée », est devenue « ruelle Pelée » puis « rue Pelée ». Par décret du 12 juillet 1933, elle est classée dans la voirie parisienne.

## Bâtiments remarquables et lieux de mémoire
Présence d'exemples d'art urbain.

Art urbain.
Autre fresque.